# Bartholomäus Bausner (püspök)
Bartholomäus Bausner magyarosított nevén Bausner Bertalan (Kőhalom, 1629 – 1682. április 15.) erdélyi szász evangélikus püspök.

## Élete
Apja, Martin Bausner iskolamester, majd lelkész volt. 1648-tól a nagyszebeni gimnáziumba járt, 1652-ben mint teológus a wittenbergi, majd a leideni egyetemre ment.
William Harvey és René Descartes nyomán az emberi szív működéséről írt disputációjában egyértelműen állást foglalt a vérkeringés létezése mellett („aki a vérkeringést tagadja, az értelmet és a tapasztalatot tagadja”), annak ellenére, hogy a leideni egyetem felügyelő bizottsága ebben az időben tiltotta a két „bolond lázadó”-ra való hivatkozást. Az emberi test részeinek összhangjáról szóló esszéjében új érveléssel támasztotta alá az eredetileg Arisztotelésztől és Galénosztól származó elméletet; írása teljesen illeszkedik a Bertalanffy-féle modern rendszerelméletbe.
1656-ban a pestisjárvány miatt hazatért, ahol előbb szásznádasi, 1661-ben riomfalvi lelkész lett. Mivel karteziánus nézeteit továbbra is hirdette, az evangélikus egyház zsinatán Christian Barth püspök megintette a jelenlevőket, hogy kizárólag Isten szavát kövessék, és ne az egyes személyek delíriumát a rációval kapcsolatban. 1667-ben esperessé, 1679. június 1-jén pedig püspökké választották.
Két fia közül az idősebbik, Bartholomäus szintén lelkészi pályára lépett, míg a fiatalabbik Simon nagyszebeni királybíró és a szászok grófja lett.

## Munkái
- Disputatio philosophica de cordis humani actionibus. Lugduni Batav., 1654
- Exercitationum metaphysicarum quinta, quae est tertia de metaphysices definitione. Uo. 1654
- De consensu partium corporis humani. Amstelodami, 1656

Kéziratban maradtak: Oratio de forma administrandi disciplinae ecclesiasticae és Oratio de statu ecclesiarum Saxo-Transilvaniarum című munkái.